# Кастель (Баварія)
Кастель (нім. Castell) — громада в Німеччині, розташована в землі Баварія. Підпорядковується адміністративному округу Нижня Франконія. Входить до складу району Кітцинген. Складова частина об'єднання громад Візентайд.
Площа — 22,93 км2. Населення становить 851 ос. (станом на 31 грудня 2020).

## Галерея

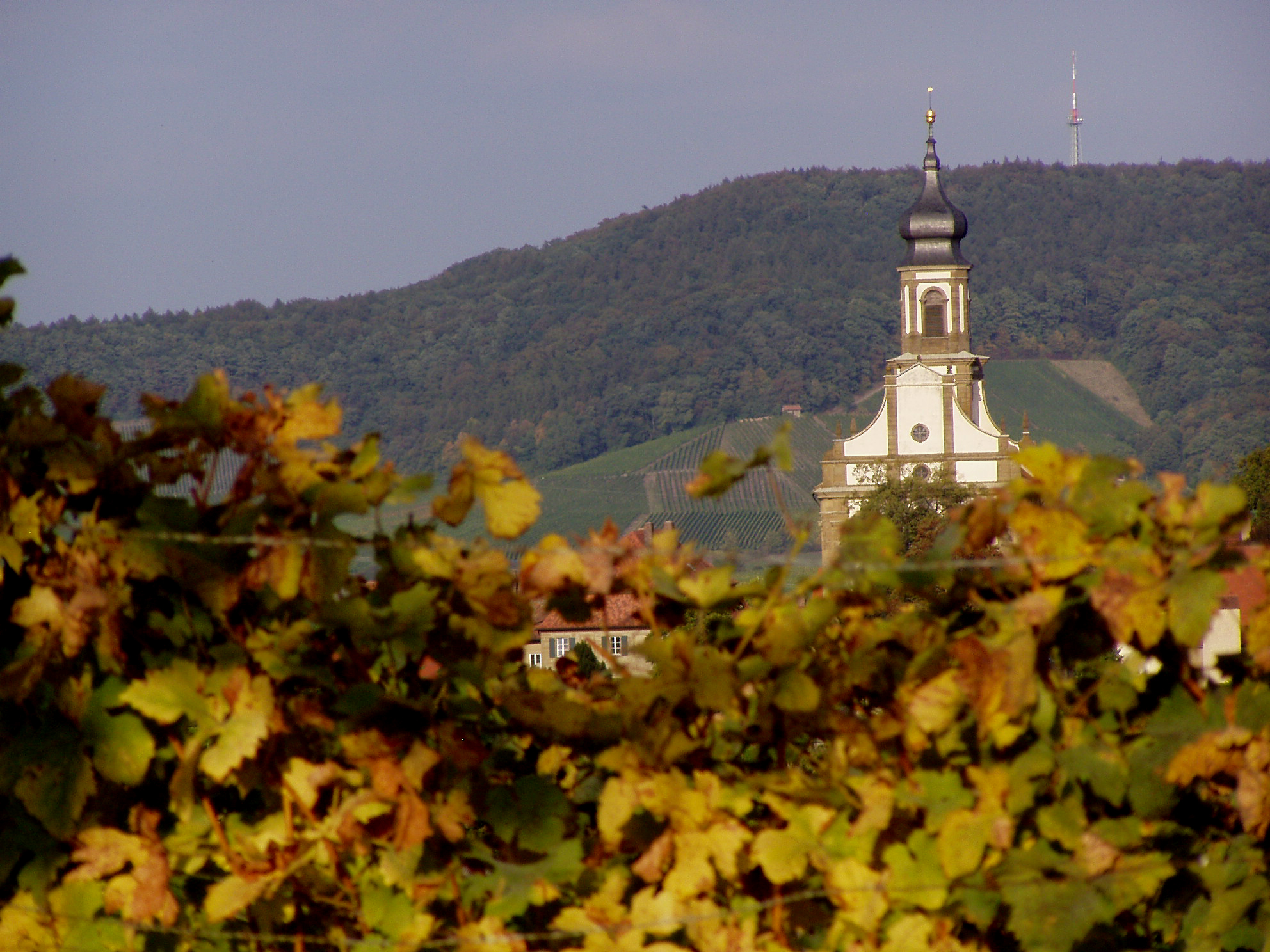
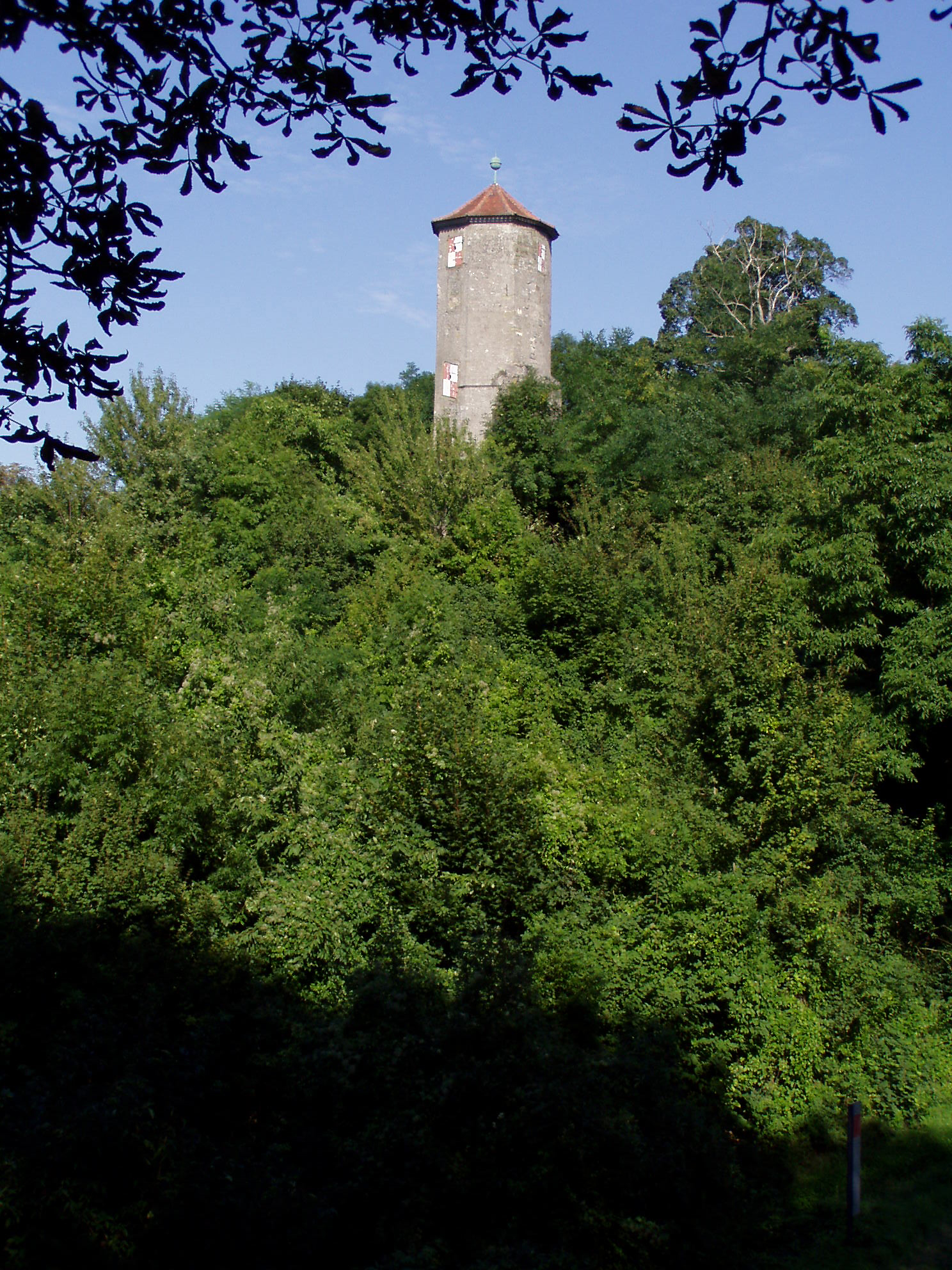
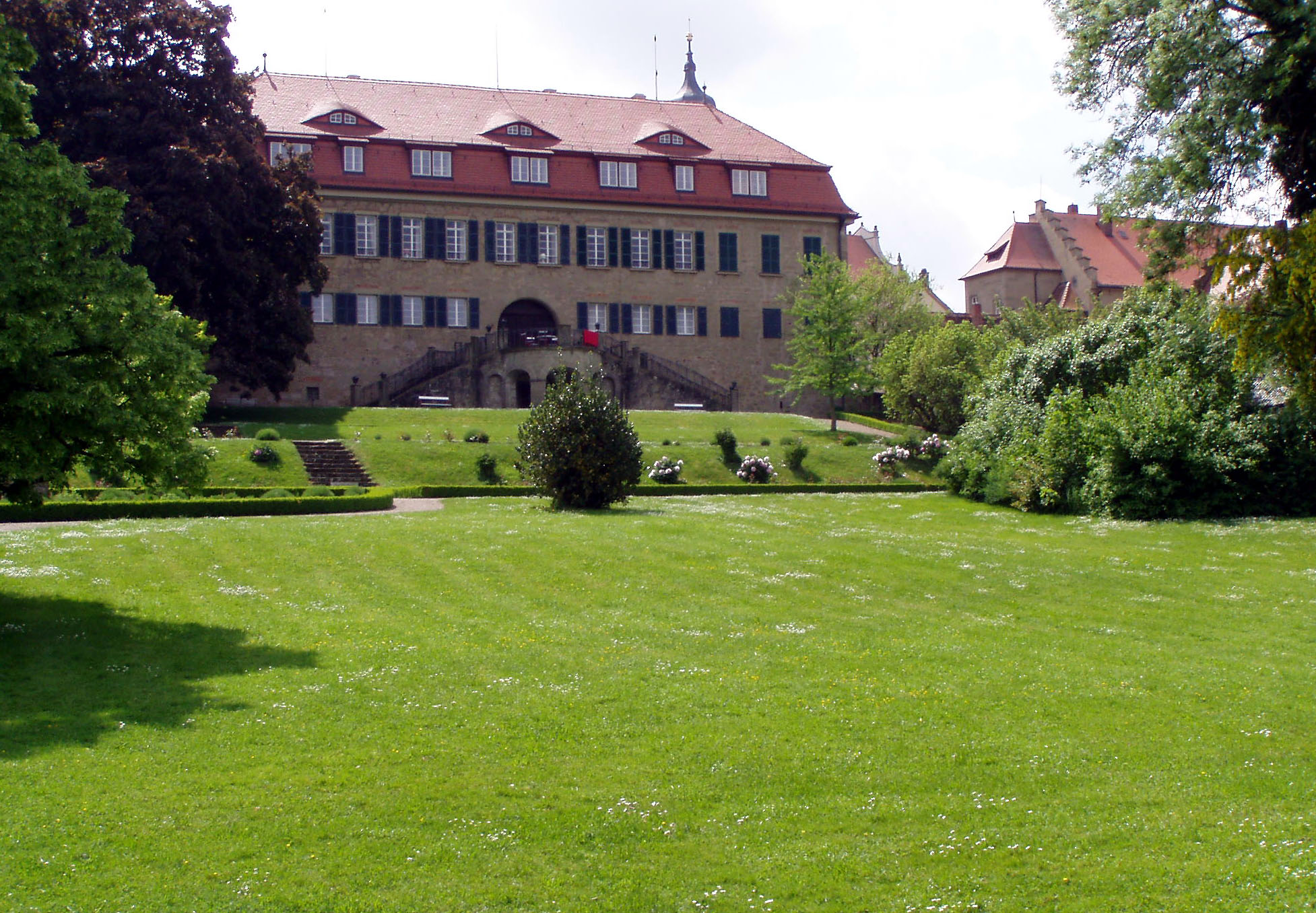
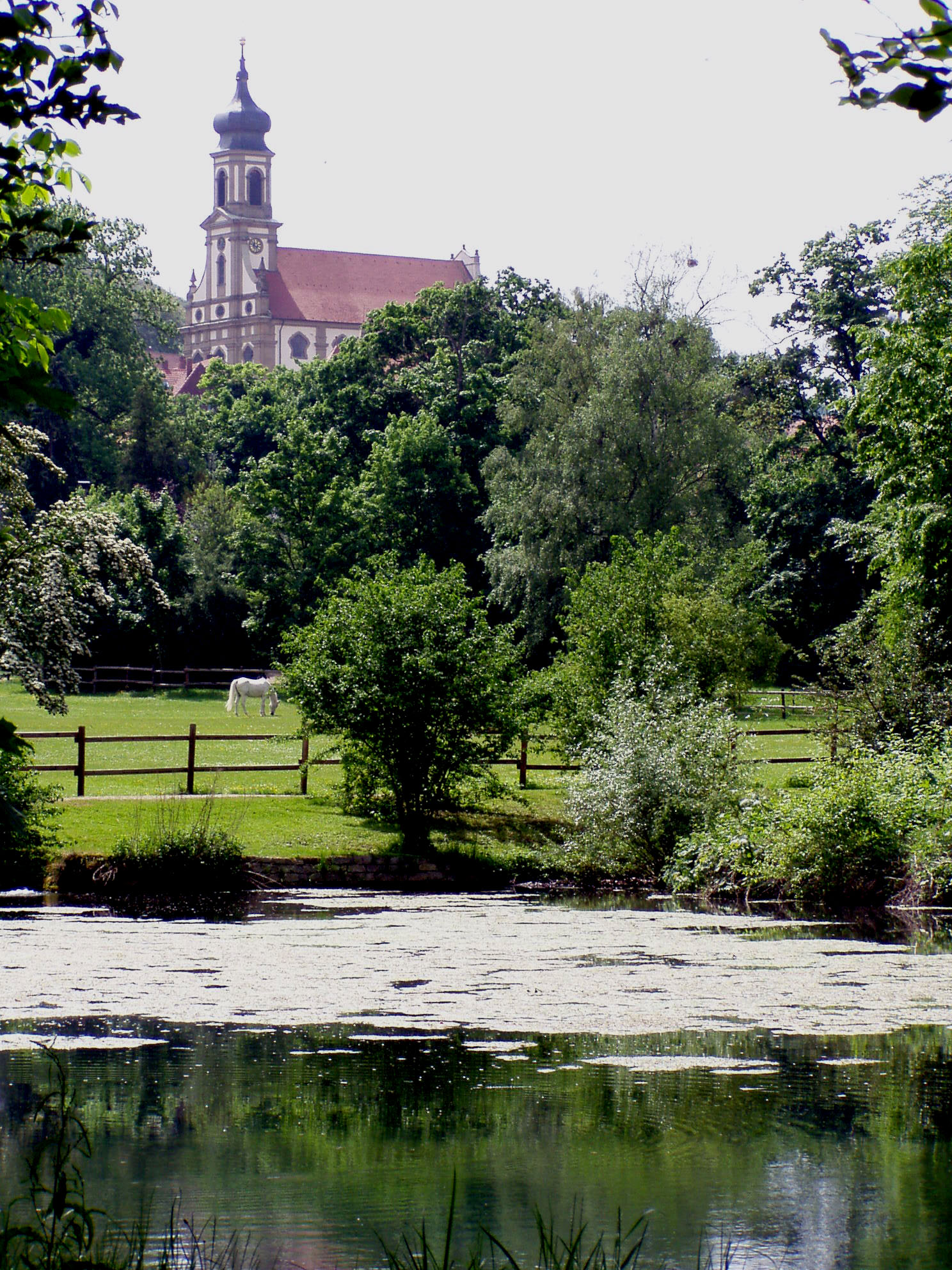